# Notothixos subaureus
Notothixos subaureus är en sandelträdsväxtart som beskrevs av Oliver. Notothixos subaureus ingår i släktet Notothixos och familjen sandelträdsväxter. Inga underarter finns listade i Catalogue of Life.